# Женский культуризм

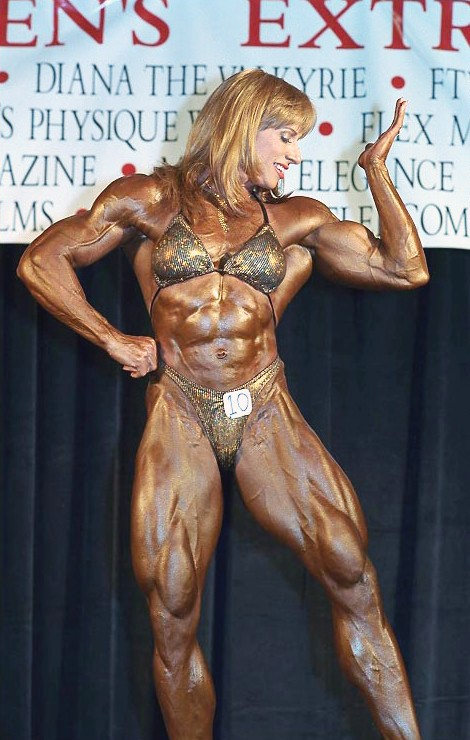
Культуристка Betty Pariso позирует на соревнованиях, июнь 2001 года

Женский культуризм — женский компонент соревновательного культуризма. Его начало лежит в конце 1970-х годов, когда женщины стали принимать участие в соревнованиях по бодибилдингу.

## История
Первые женские конкурсы по «культуризму» начались ещё в 1960-х годах с таких соревнований, как Miss Physique и Miss Americana. Тем не менее, эти ранние соревнования на самом деле мало чем отличались от обыкновенных конкурсов красоты. Первый в США женский национальный чемпионат по культуризму, организованный Генри МакГи и состоявшийся в Кантоне, штат Огайо в 1978 году, считается первым настоящим женским соревнованием по бодибилдингу, так как он был первым, где женщин оценивали в первую очередь по мускулатуре.

### Критика
Среди профессиональных визажистов[кто?], дизайнеров[кто?] и косметологов[кто?] был проведён опрос, в котором они выразили своё отношение к женскому бодибилдингу. Отношение было преимущественно негативным. Отмечалось что бодибилдерши не соответствуют стандартам женской красоты, выглядят мужеподобно. Кроме того, были высказаны определённые опасения по поводу состояния кожи бодибилдерш в более позднем возрасте. Отмечено что женщины вынуждены подстраивать свой организм под мужские параметры, чтобы выигрывать в соревнованиях.
Женский культуризм запрещён в Афганистане.